# Підпаленик
Підпале́ник (Myiomela) — рід горобцеподібних птахів родини мухоловкових (Muscicapidae). Представники цього роду мешкають в Південній і Південно-Східній Азії. 

## Таксономія і систематика
Філогенічне положення роду є недостатньо вивченим. Деякі дослідники відносять підпалеників до роду Cinclidium. Південноіндійські підпаленики, яких раніше відносили до роду Myiomela, були переведені до новоствореного роду Sholicola.

## Види
Виділяють три види:
- Підпаленик білохвостий (Myiomela leucura)
- Підпаленик білолобий (Myiomela diana)
- Myiomela sumatrana[7]

## Етимологія
Наукова назва роду Myiomela походить від сполучення слів дав.-гр. μυια — муха і μελω — цікавитись.